# George Kendall
George Washington Kendall, tudi znan kot George Kennedy, kanadski promotor športa, najbolj znan kot lastnik moštva Montreal Canadiens, * 29. december 1881, Montreal, Quebec, Kanada, † 19. oktober 1921. 
Bil je lastnik moštva Montreal Canadiens od 1910 do 1921. Kendall je bil rokoborec in se je po koncu rokoborske kariere usmeril v promocijo rokoborbe. Kendall je z ostalimi investitorji ustanovil športni klub Club Athletique Canadien in promoviral rokoborbo, boks, hokej na ledu in druge športe. Med pandemijo španske gripe v poznih 10. letih se je bolezni nalezel tudi sam in za njo leta 1921 preminil. 

## Osebno življenje
Kendall je bil angleško govoreči prebivalec Quebeca. Rodil se je v Montrealu očetu Georgu Hiramu Kendallu, baptistu in uspešnemu poslovnežu škotskega rodu, in materi Jane McClosky, irski katoličanki. V času zakona staršev bi Katoliška cerkev priznavala zakon, le če bi njen partner privolil in vzgajal otroke v katoliškem duhu. Kot tak je George W. Kendall obiskoval šolo High School of Montreal in nato Saint-Laurent College. Leta 1907 se je poročil z Myrtle Agnes Pagels. Do njegove smrti sta se jima rodili dve hčerki, ena od njiju je umrla pri starosti 1 leto.

## Športna kariera
Še v najstniških letih se je Kendall lotil kariere v rokoborbi in pri 20 letih je bil najboljši rokoborec svoje masne kategorije v Kanadi. Ker njegovega udejstvovanja v rokoborbi družina ni odobravala, je uporabljal ime George Kennedy. Bil je podjetnik po srcu in je tekoče govoril francosko in angleško. S prijateljem Joseph-Pierrom Gadboisjem je leta 1905 ustanovil klub Le Club Athletique Canadien (CAC), usmerjen v trening in razvoj amaterskih rokoborcev. Klub je kasneje v svoj program vključil še boksarske dvoboje.
Leta 1908 sta Kendall in Gadbois vstopila v hokej na ledu. Prvotno sta želela nabaviti klub Montreal Wanderers, a sta bila neuspešna. Ob vzpostavitvi lige National Hockey Association (NHA) je nastalo tudi moštvo 'Les Canadiens', ki sta ga videla kot poseg v imenske pravice njunega kluba. Oktobra 1910 je Kendall obvestil Franka Calderja, tedaj športnega urednika časnika Montreal Herald, in naznanil, da želi klub v ligi NHA in da želi nabaviti Canadiense. Če bi ga zavrnili, bi šel na sodišče in zahteval poravnavo za kršitev imenskih pravic svojega kluba. Liga NHA je Kendalla podprla in 12. novembra 1910 je J. Ambrosu O'Brienu plačal 7.500 $ in prevzel organizacijo Canadiens.
Hokejski klub je bil sicer le del njegovih operacij. Do tedaj je že odprl vrhunsko telovadnico in športni klub na vzhodu Montreala in začel s promocijo rokoborskih in boksarskih dvobojev, ki so vrhunec doživeli z organizacijo svetovnega prvenstva v rokoborbi v težki kategoriji. Leta 1915 je Kendall odkupil pravice predvajanja filma iz Svetovnega boksarskega prvenstva težke kategorije, v katerem je Jess Willard s prestola pahnil prvaka, Jacka Johnsona. Kendall je kmalu postal največji promotor mesta in je še enkrat zadostil boksarskim navdušencem, ko je v mesto pripeljal tedaj zelo priljubljenega francoskega boksarja Georgesa Carpentierja, ki je nekaj mesecev po obisku osvojil Svetovno prvenstvo poltežke kategorije. 
Leta 1916 je Kendallovo moštvo osvojilo svoj prvi Stanleyjev pokal, a je požar v mesecu maju uničil telovadnico. Izguba kluba in neuspeh profesionalnega lacrosse kluba Montreal Canadiens sta Kendalla privedla do tega, da je moral zaustaviti CAC. Ustanovljena je bila nova organizacija, Club de Hockey Canadien, katere paradni konj je bilo hokejsko moštvo, čeprav je organizacija nadaljevala s promocijo boksa in rokoborbe.
Leta 1917 je Kendall odigral ključno vlogo pri ustanovitvi lige NHL. Skupaj z lastniki klubov Montreal Wanderers, Ottawa Hockey Club in Quebec Bulldogs se je namreč naveličal stalnega pregovarjanja z lastnikom moštva Toronto Blueshirts, Eddiejem Livingstonom. Skupina, ki je imela v skupščini direktorjev lige NHA večino, je izglasovala zaustavitev delovanja lige NHA in ustanovitev druge profesionalne lige brez Livingstona. Nova liga je bila razen po imenu enaka prejšnji NHA ligi, saj je privzela njen zakonik, pravilnik in pokale. Zaustavitev lige NHA in ustanovitev lige NHL sta bili sprva načrtovani za le eno leto, a se je spor z Livingstonom vlekel dalje. Tik pred začetkom sezone 1918/19 se je Kendall z ostalimi lastniki NHL klubov srečal z Livingstonom. Na srečanju so se odločili, da ligo NHA dokončno ukinejo. 
V tej sezoni so Kendallovi Canadiensi osvojili prvenstvo NHL in osvojili pokal O'Brien Cup, ki ga je predhodno uporabljala liga NHA. S tem so napredovali v finale Stanleyjevega pokala, kjer so se srečali z moštvom Seattle Metropolitans. Kendall je tako z moštvom potoval v Seattle, da bi odigrali finale. Tam se je z večino hokejistov Canadiensov nalezel španske gripe, ki je tedaj razsajala. Kendalla so sprejeli v bolnišnico, medtem ko so finale zaradi epidemije španske gripe odpovedali. Kmalu zatem je umrl hokejist Canadiensov Joe Hall. 
Kendall si ni od bolezni nikoli polno opomogel in je umrl 19. oktobra 1921. Ob smrti je bil star 39 let. 3. novembra 1921 je njegova vdova za 11.000 $ prodala hokejsko moštvo Montreal Canadiens poslovnežem Josephu Cattarinichu, Leu Dandurandu in Louisu A. Letourneauju.